# ダリル・ホール&ジョン・オーツ (アルバム)
| 専門評論家によるレビュー | 専門評論家によるレビュー |
| レビュー・スコア         | レビュー・スコア         |
| 出典                     | 評価                     |
| ------------------------ | ------------------------ |

『ダリル・ホール&ジョン・オーツ』(原題:"Daryl Hall & John Oates")は、アメリカのデュオ・ミュージシャン、ダリル・ホール&ジョン・オーツによる4作目のアルバム。彼等のRCAレコード移籍後の最初の作品となった。特に「サラ・スマイル」は彼等にとって初のスマッシュ・ヒット(全米4位)をもたらし、彼等のキャリアにおいても代表曲となる。また、本アルバム自体も全米17位を記録した。尚、アルバムのグラム・ロック風ジャケットのデザインは、俳優兼デザイナーのピア・デ・ロッチが担当した(彼はデイヴィッド・ボウイの『ジギー・スターダスト』ジャケットデザインも担当している)。  

## 曲目
Side 1
1."Camellia" (John Oates) 2:48
2."Sara Smile" (Daryl Hall,J.Oates) 3:07
3."Alone Too  Long"  (J.Oates) 3:21
4."Out of Me,Out of You" (D.Hall,J.Oates) 3:28
5."Nothing at All" (D.Hall,J.Oates) 4:24
Side 2
1."Gino (The Manager)" (D.Hall,J.Oates) 4:10
2."(You Know) It Doesn't Matter Anyone" (D.Hall,J.Oates) 3:07
3."Ennui on the Mountain" (D.Hall,J.Oates) 3:15
4."Grounds for Separation" (D.Hall) 4:12
5."Soldering" (Ewart Beckford,Alvin Ranglin) 3:24

## パーソネル
- ダリル・ホール:リード・ヴォーカル(2,4-10);バッキング・ヴォーカル;エレクトリック・ピアノ;プロデュース
- ジョン・オーツ:バッキング・ボーカル;リード・ヴォーカル(1,3,10),ギター;プロデュース
- クリストファー・ボンド:シンセサイザー;ギター;ハモンド・オルガン;ホーン&ストリング・アレンジメント;バッキング・ヴォーカル,プロデュース
- クラレンス・マクドナルド:グランド・ピアノ("Sara Smile")
- スコット・エドワーズ:ベース
- リーランド・スカラー:ベース
- ジム・ゴードン:ドラムス
- エド・グリーン:ドラムス
- マイク・ベアード:ドラムス("Grounds for Separation")
- ゲイリー・コールマン:パーカッション
- サラ・アレン:バッキング・ヴォーカル("(You Know) It Doesn't Matter Anyone")